# Bolxie Khutorà
Bolxie Khutorà - Большие Хутора (rus) - és un poble del krai de Krasnodar, a Rússia. Es troba a la península d'Abrau, a 13,5 km a l'oest de Novorossiïsk i a 113 km al sud-oest de Krasnodar, la capital.
Pertany al municipi d'Abrau-Diursó.